# Alna (Fluss)
Die Alna (auch Alnaelva oder Loelva) ist der längste Fluss, der durch die norwegische Hauptstadt Oslo fließt. Sie entspringt dem See Alnsjøen im Waldgebiet Lillomarka. Bis 1922 mündete der Fluss in der Gegend zwischen den Osloer Stadtvierteln Grønlia und Sørenga in den Oslofjord, wo auch um das Jahr 1000 die Stadt Oslo gegründet wurde. Im Jahr 1922 wurde jedoch ein Teil des Flusslaufes mit Hilfe eines Tunnels umgeleitet und der alte Mündungsbereich für eine Eisenbahnstrecke genutzt.
Die Qualität des Wassers im unteren Bereich des Flusses wird von den Behörden als schlecht bis sehr schlecht eingestuft, so wurden etwa im Jahr 2018 die Phosphor- und Nitratgrenzwerte stark überschritten. Auch aus diesem Grund wird überlegt, den Fluss wieder in seinen alten Lauf zurückzuverlegen. Im Sommer 2018 gelangten durch ein Leck etwa 50.000 Liter Öl in den Fluss. Im November desselben Jahres flossen durch ein weiteres Leck erneut etwa 5000 Liter Diesel in das Wasser der Alna.